# Xue Haifeng
Xue Haifeng (n. 13 ianuarie 1980, Qapqal Xibe Autonomous County⁠(d), Xinjiang, Republica Populară Chineză) este un arcaș ce a reprezentat Republica Populară Chineză, medaliat olimpic. A participat la 2 ediții ale Jocurilor Olimpice (2004, 2008) în care a câștigat o medalie de bronz.